# Municipio de Mendota
El municipio de Mendota (en inglés: Mendota Township) es un municipio ubicado en el condado de LaSalle en el estado estadounidense de Illinois. En el año 2010 tenía una población de 7534 habitantes y una densidad poblacional de 80,7 personas por km².

## Geografía
El municipio de Mendota se encuentra ubicado en las coordenadas 41°34′33″N 89°6′3″O / 41.57583, -89.10083. Según la Oficina del Censo de los Estados Unidos, el municipio tiene una superficie total de 93.36 km², de la cual 93,08 km² corresponden a tierra firme y (0,3 %) 0,28 km² es agua.

## Demografía
Según el censo de 2010, había 7534 personas residiendo en el municipio de Mendota. La densidad de población era de 80,7 hab./km². De los 7534 habitantes, el municipio de Mendota estaba compuesto por el 89,16 % blancos, el 0,68 % eran afroamericanos, el 0,28 % eran amerindios, el 0,42 % eran asiáticos, el 7,86 % eran de otras razas y el 1,61 % eran de una mezcla de razas. Del total de la población el 22,44 % eran hispanos o latinos de cualquier raza.